# Goliath (Funk)
Goliath war ein Längstwellensender, der von 1943 bis 1945 von der Kriegsmarine betrieben wurde, um mit getauchten U-Booten kommunizieren zu können. Der Sender befand sich auf einem 263 Hektar großen Areal nordöstlich von Calbe an der Milde, heute Kalbe (Milde). Mit einer Sendeleistung von einem Megawatt (1.000 Kilowatt) war die Anlage seinerzeit der stärkste Längstwellensender der Welt.

## Standort

Antennenschema des Goliath
● – Zentraler Rohrmast (210 m)
Δ – Stahlfachwerkmast (170 m)

Der Standort der Großsenderanlage in der Altmark am Fluss Milde, zwischen den Orten Altmersleben, Kalbe (Milde), Butterhorst und Karritz, wurde wegen des feuchten Untergrundes gewählt, da gute Erdungsbedingungen eine wichtige Voraussetzung für eine hohe Reichweite der Sendeanlage darstellen. Zudem war mit der Bahnstrecke Hohenwulsch–Wittingen in unmittelbarer Nähe ein Eisenbahnanschluss vorhanden.

## Planung und Bau
Erste Planungen begannen bereits 1936 (indem die Grundstücke aufgekauft wurden) und im Jahr 1940 begann die Deutsche Reichsbahn mit dem Bau eines drei Kilometer langen Anschlussgleises, über das später sämtliches Baumaterial angeliefert wurde. Die Arbeiten unter der Leitung der Berliner C. Lorenz AG begannen 1941 und nach einer Bauzeit von 27 Monaten konnte der Betrieb 1943 aufgenommen werden. Die E-Anlagen lieferte die Siemens AG. Als Sendeantenne verwendete Lorenz drei Schirmantennen, die radial um drei 210 Meter hohe, gegen Erde isolierte Stahlrohrmaste montiert waren und die an je sechs 170 Meter hohen geerdeten Stahlfachwerkmasten befestigt waren. Die mittleren drei Stahlfachwerkmaste trugen jeweils zwei Schirmantennen, so dass insgesamt 15 Stahlfachwerkmaste existierten. Die Gesamtkosten der Anlage betrugen 15 Millionen Reichsmark.

## Betrieb und Kriegsende
Durch den Betrieb mit Längstwellen im Bereich 15 bis 60 kHz (20.000 m bis 5.000 m) konnte erstmals bei Entfernungen über 10.000 km die Kommunikation auch zu getauchten U-Booten ermöglicht werden. Die Großsenderanlage hatte die Aufgabe, die Verbindung zu operierenden Kriegsschiffen herzustellen, Befehle und Nachrichten an U-Boote zu übermitteln, deren Längstwellen auch bei Seewasser noch ausreichende Eindringtiefe hatten, um auch getauchten U-Booten einen guten Empfang zu bieten.
Über diesen Sender ist während des Zweiten Weltkrieges nichts bekannt geworden, selbst die Bewohner von Kalbe (Milde) wussten wenig über den Sender.
Kurz vor Kriegsende wurden Teile des Senders im April 1945 vom Betriebspersonal zerstört. Am 11. April 1945 besetzten Truppen der US-Armee das Gelände und nutzten es wegen der vorhandenen hohen Umzäunung als Lager für ca. 85.000 Kriegsgefangene. Gemäß den Vereinbarungen der Konferenz von Jalta wurde Ende Juni 1945 das Gebiet des heutigen Sachsen-Anhalt und damit auch der Goliath-Sender an die Rote Armee übergeben.

## Nachkriegszeit
Der Goliath, der später Vorbild für viele ähnliche Anlagen war, wurde im Frühjahr 1946 repariert und anschließend von Sommer 1946 bis Juni 1947 demontiert. Die noch vorhandenen Gebäude und Fundamente wurden im Sommer 1947 gesprengt. Heute ist nur noch ein Fundament eines der 170 Meter hohen Maste erhalten (Koordinaten).
Die demontierte Sendeanlage wurde zunächst in der Nähe von Leningrad eingelagert und dann 1952 etwa 10 km südlich von Nischni Nowgorod (Koordinaten) wieder errichtet. Dieser Sender war damit der erste Längstwellensender der Sowjetunion. Die Sendeanlage ist dort bis heute nahezu unverändert in Betrieb und wird durch die russische Kriegsmarine, u. a. auch für den Zeitzeichendienst RJH99, betrieben.
Die Bezeichnung des Senders lautet am neuen Standort ebenfalls Goliath, auf Russisch Голиаф (Goliaf).
Die Antennenanlage des Längstwellensenders Wilejka ähnelt stark der Anlage des Goliaths, allerdings sind alle Masten ziemlich genau 100 Meter höher.